# Attaque contre la famille royale néerlandaise de 2009
Lors de la traditionnelle fête de la Reine, le jeudi 30 avril 2009 à Apeldoorn aux Pays-Bas, à environ 600 mètres du palais royal Het Loo, un homme de 38 ans, Karst Tates (simple), a lancé sa voiture, une Suzuki Swift, contre le cortège royal, tuant sur le coup 6 personnes (dont 3 enfants) dans la foule venue assister à la fête.

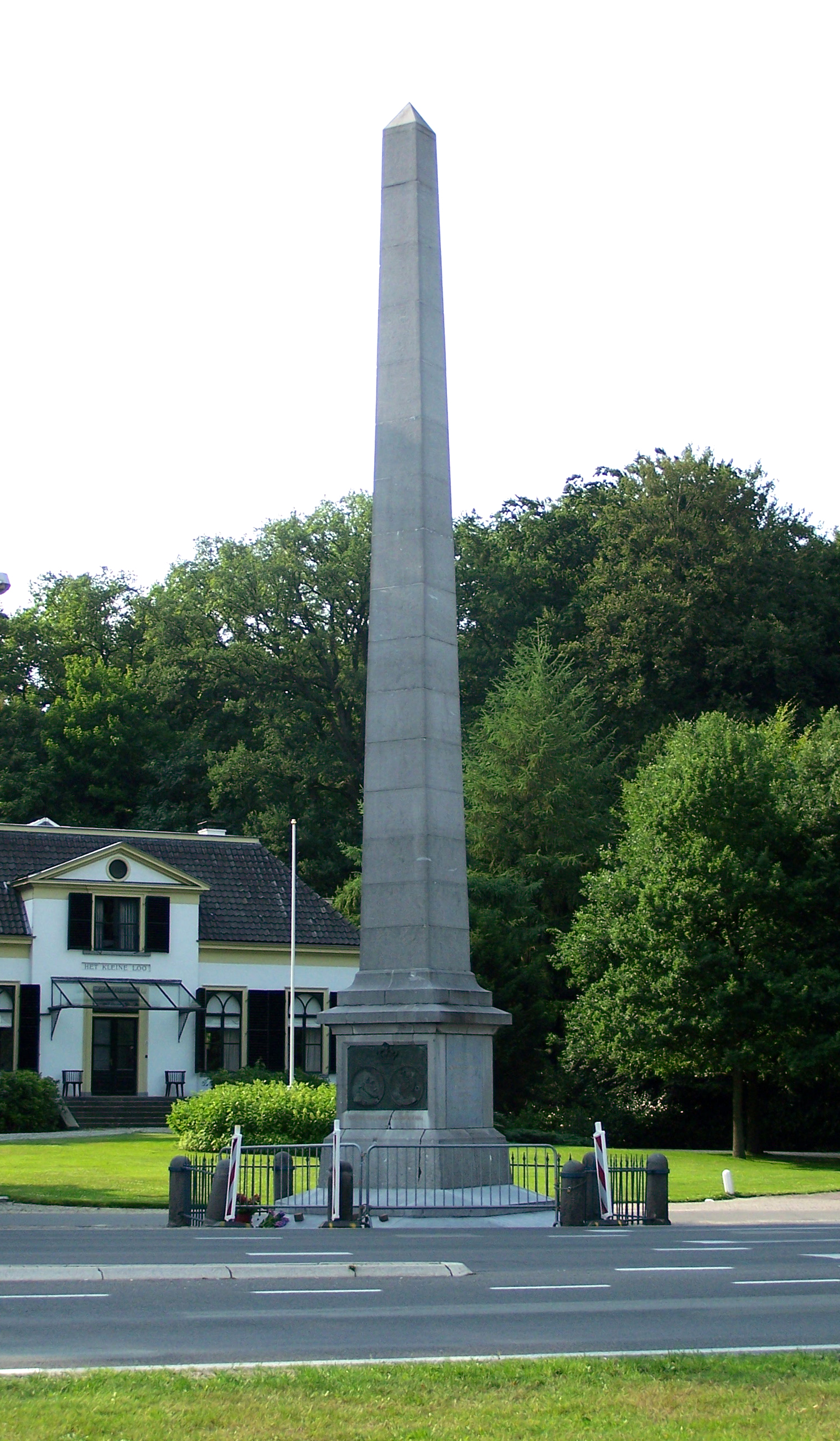
Le monument De Naald.

Le conducteur finit sa course en percutant le monument De Naald (en) (« l'aiguille ») à quelques mètres à peine du bus où était la famille royale. Tates (et une septième victime) décéda peu après des suites de ses blessures à l'hôpital d'Apeldoorn. La famille royale fit suspendre immédiatement toutes les festivités.
Avant sa mort, il avoua avoir visé le cortège royal, regroupant la reine Beatrix, le prince Willem-Alexander et d'autres membres de la famille royale néerlandaise. Selon les journaux néerlandais du 1er mai, les raisons de l'attentat seraient d'ordre privé, liées à la perte d'emploi du conducteur et de l'expulsion de son logement.
Finalement, l'attentat fit huit morts, dont le chauffeur de la voiture, et 10 blessés. Le 29 avril 2010, la reine et Fred de Graaf, le maire d'Apeldoorn, inaugurèrent un monument pour les sept victimes près du lieu de l'attaque.